# Adriano Alpago-Novello
Adriano Alpago-Novello (Belluno, 20 luglio 1932 – Belluno, 4 giugno 2005) è stato uno storico dell'architettura e architetto italiano.

## Biografia
Adriano Alpago-Novello nasce a Belluno da Alberto Alpago-Novello, architetto e urbanista, e Laura Carlotti.
Dopo studi classici all'Istituto Leone XIII di Milano, nel 1957 si laurea in architettura presso il Politecnico di Milano, dove dal 1958 diventa assistente alla cattedra di Storia dell'arte e Storia e stili dell’architettura. Nello stesso anno è incaricato dell’organizzazione del cantiere e dei rilievi dello scavo del teatro romano di Cesarea marittima in Israele: la constatazione dello scarso interesse o conoscenza della cultura identificabile come "bizantina" lo spinge a programmare una serie sistematica di visite conoscitive e di campagne fotografiche sulla presenza delle chiese bizantine del Mediterraneo centro-orientale. Ne risulta una serie di studi che lo portano al conseguimento della libera docenza e all'incarico universitario. Dal 1963 è assistente ordinario presso il Politecnico di Milano alla cattedra di Storia dell'arte e Storia e stili dell'architettura, di cui nel 1971 diventa libero docente; nello stesso anno è professore incaricato di Storia dell'architettura alla Facoltà di Architettura di Torino. Dal 1975 è professore associato alla Facoltà di Architettura di Milano, dal 1987 titolare della cattedra di Storia dell'arte musulmana all'Università Ca' Foscari Venezia.
Partecipa come relatore a numerosi Congressi nazionali ed internazionali sull'architettura e studi bizantini ed è invitato a tenere lezioni in numerosi atenei italiani e stranieri.
Si dedica con speciale attenzione allo studio, sotto l'aspetto storico-architettonico, di aree culturali d'Italia non ancora conosciute, con un particolare interesse per le zone di montagna e rurali, al fine di un recupero dei valori delle culture locali e dell'architettura tradizionale. Approfondimenti specifici interessano il territorio bellunese e portano alla mostra "Val Belluna, Case nella Campagna", 1964, e a numerose pubblicazioni sul tema. In occasione della mostra, Dino Buzzati scrive un articolo sul Corriere della Sera intitolato: "L'architetto che ha visto".
Socio e consigliere di Italia Nostra, svolge e opera in difesa del patrimonio storico con conferenze, dibattiti, lezioni in varie città italiane.
Nel 1967 fonda e dirige il Centro Studi e Documentazione della Cultura Armena. Il Centro pubblica la collana "Documenti di Architettura Armena" e "Ricerca sull'Architettura Armena". Organizza la mostra sull'Architettura Medievale Armena, ospitata in diverse città italiane e, all'estero, in oltre diciotto Paesi, dal Sud America all'Iran all'Armenia.
Dal 1967 al 1983 è responsabile e membro di Missioni di studio, sotto il patrocinio ufficiale del Ministero degli Affari Esteri d'Italia, in territorio armeno, georgiano, in Iran, in Siria del Nord.
Ha conseguito diversi premi internazionali (premio internazionale “Parekorzagan” per studiosi non armeni che abbiano dato un contributo fondamentale nel campo dell'arte armena, premio “Thoros Thoromanian” dell'Accademia delle Scienze di Armenia per studiosi dell'arte armena, medaglia Reza Pahalevi per il lavoro di studio svolto in Iran).
È stato consulente scientifico per il settore architettura della collana di studi sulla "Cultura popolare veneta" (promossa dalla Regione Veneto e dalla Fondazione Giorgio Cini) e condirettore dell'Archivio Storico di Belluno, Feltre e Cadore.
A livello professionale ha operato specialmente nel Veneto e a Milano, curando in particolare interventi di restauro.